# 1953 год в литературе

## События
- Учреждена литературная премия Хьюго в области научной фантастики.
- Учреждена «Премия Израиля».

## Премии

### Международные
- Нобелевская премия по литературе — Сэр Уинстон Черчилль, «За высокое мастерство произведений исторического и биографического характера, а также за блестящее ораторское искусство, с помощью которого отстаивались высшие человеческие ценности».
- Премия Хьюго — Альфред Бестер, «Человек без лица».
- Международная Сталинская премия «За укрепление мира между народами» — Говард Мелвин Фаст.

### Израиль
- Государственная премия Израиля за литературу на иврите:
  - Яаков Кахан;
  - Хаим Хазаз.

### США
- Пулитцеровская премия в категории художественное произведение, написанное американским писателем— Эрнест Хемингуэй, «Старик и море»
- Пулитцеровская премия в категории драматического произведения для театра — Уильям Инге, «Пикник»
- Пулитцеровская премия в категории поэзия— Арчибальд Маклиш, сборник «Избранный стихотворения 1917—1952 годов»

### Франция
- Гонкуровская премия — Пьер Гаскар.
- Премия Ренодо — Селия Бертан.
- Премия Фенеона — Ален Роб-Грийе, роман «Ластики», и Мухаммед Диб, La Grande Maison.

## Книги
- «Мышкина дудочка» — произведение Алексея Ремизова.
- «По дороге оттуда» — книга Ивана Елагина.
- «Порабощённый разум» (пол. Zniewolony umysł) — эссе Чеслава Милоша.

### Романы
- «451 градус по Фаренгейту» — роман Рэя Брэдбери.
- «Астронавт Джонс» (англ. Starman Jones) — роман Роберта Хайнлайна.
- «Джанки» (англ. Junkie) — роман Уильяма Берроуза.
- «Древо жизни» — Бориса Зайцева.
- «И не сказал ни единого слова» (нем. Und sagte kein einziges Wort) — роман Генриха Бёлля.
- «Казино „Рояль“» (англ. Casino Royale) — роман Яна Флеминга.
- «Карман, полный ржи» (англ. A Pocket Full of Rye) — роман Агаты Кристи.
- «Кольцо вокруг Солнца» (англ. Ring Around the Sun) — роман Клиффорда Саймака.
- «Конец детства» (англ. Childhood's End) —  роман Артура Кларка.
- «Ластики» (фр. „Les Gommes“) — роман Алена Роб Грийе.
- «Лица в тени» — роман Буало-Нарсежака.
- «Перегруженный ковчег» (англ. The Overloaded Ark) — мемуары Джеральда Даррелла.
- «Пилигримы» — роман Гайто Газданова.
- «Пришельцы ниоткуда» (фр. Ceux de nulle part) — роман Франсиса Карсака.
- «После похорон» (англ. After the Funeral) — роман Агаты Кристи.
- «Серебряное кресло» (англ. The Silver Chair) — роман Клайва Стейплза Льюиса.
- «Стальные пещеры» — роман Айзека Азимова.

### Повести
- «Это вас не убьёт» — повесть Рекса Стаута.

### Малая проза
- «Алтарь» — рассказ Роберта Шекли.
- «Девять миллиардов имён Бога» (англ. The Nine Billion Names of God) — рассказ Артура Кларка.
- «Девять рассказов» — сборник рассказов Джерома Дэвида Сэлинджера.
- «Седьмая жертва» (англ. Seventh Victim) — рассказ Роберта Шекли.
- «Страж-птица» (англ. Watchbird) — рассказ Роберта Шекли.
- «Тепло» (англ. Warm) — рассказ Роберта Шекли.
- «Форма» (англ. Shape) — рассказ Роберта Шекли.
- «Человек, который сажал деревья» (фр. L’homme qui plantait des arbres) — рассказ-аллегория Жана Жионо.

### Пьесы
- «Возвращение Беортнота, сына Беортхельма» (англ. The Homecoming of Beorhtnoth Beorhthelm's Son) — пьеса Джона Рональда Руэла Толкина.
- «Пикник» — пьеса Уильяма Инджа.

## Персоналии

### Родились
- 9 января — Моррис Глайцман — австралийский детский писатель.
- 5 февраля — Джаннина Браски — американская поэтесса, драматург, прозаик, эссеист.
- 11 февраля — Александр Александрович Генис — русский американский писатель, эссеист, литературовед, критик, радиоведущий.
- 15 февраля — Александр Давыдов — российский писатель, литературный деятель.
- 27 марта — Патриция Риди — американская писательница.
- 18 апреля — Томас Хэджер — американский писатель.
- 26 апреля — Владимир Георгиевич Брусьянин — русский поэт (умер в 2000).
- 28 апреля — Роберто Боланьо — чилийский поэт и прозаик (умер в 2003).
- 10 июня — Андрес Трапьельо — испанский поэт, прозаик, эссеист.
- 23 июня — Кари Фаджер — мексиканская писательница и сценаристка, автор популярных романов (Просто Мария — адаптация, Ложь во спасение, Розалинда, Личико ангела, Наперекор судьбе, Завтра — это навсегда, Я твоя хозяйка и др.).
- 15 августа — Вольфганг Хольбайн — немецкий писатель-фантаст.
- 17 августа — Герта Мюллер, немецкая писательница и общественный деятель, лауреат Нобелевской премии по литературе 2009 года.
- 20 августа — Владимир Петрович Вишневский, российский поэт.
- 16 сентября — Нэнси Хьюстон, канадская писательница, автор романов и эссе.
- 19 сентября — Дина Ильинична Рубина, известная израильская писательница, пишущая на русском языке.
- 7 октября — Александр Алон — израильский поэт и автор-исполнитель.
- 16 ноября — Олег Иосифович Губарь — российский прозаик, журналист, поэт.
- 3 декабря:
  - Лев Архипович Ефимов — чувашский писатель, историк, этнограф.
  - Патрик Шамуазо — французский писатель, эссеист, сценарист.
- 9 декабря:
  - Ирэна Алексеевна Высоцкая — детская писательница, журналист.
  - Нильс Вёрсель — датский сценарист.

Дата неизвестна:
- Кутсийе Бозоклар — турецкая левая политическая деятельница, писательница, журналистка и поэт (умерла в 2009).

### Умерли
- 12 февраля — Семён Петрович Гудзенко, советский поэт-фронтовик (родился в 1922).
- 20 февраля — Видунас, литовский драматург, философ, деятель культуры (родился в 1868).
- 20 марта — Грасильяну Рамус, бразильский писатель (родился в 1892).
- 4 апреля — Рашильд, французская писательница (родилась в 1860).
- 15 мая — Леон Ксанроф, французский поэт и драматург (родился в 1867).
- 6 июля — Хулия де Бургос, пуэрто-риканская поэтесса (родилась в 1914).
- 14 июля — Хулио Корреа, парагвайский поэт и драматург (родился в 1890).
- 16 июля — Хилэр Беллок, английский писатель и историк (родился в 1870).
- 26 июля — Станислав Василевский, польский публицист, эссеист, переводчик (родился в 1885).
- 31 октября — Эвальд Банзе, немецкий военный писатель, историк пангерманизма, географ (род. в 1883).
- 8 ноября — Иван Алексеевич Бунин, выдающийся русский писатель, поэт, лауреат Нобелевской премии по литературе 1933 года (родился в 1870).
- 9 ноября — Дилан Томас, валлийский поэт, драматург, публицист (родился в 1914).
- 18 ноября — Франтишек Вотруба, чехословацкий поэт, публицист, переводчик, литературный критик (родился в 1880).
- 27 ноября — Юджин Гладстон О’Нил, американский драматург, лауреат Нобелевской премии по литературе 1936 года (родился в 1888).
- 30 ноября — Франсис Пикабиа, французский художник-авангардист и писатель-публицист (родился в 1879).